# Radulphius lane
Radulphius lane là một loài nhện trong họ Miturgidae.
Loài này thuộc chi Radulphius. Radulphius lane được miêu tả năm 1995 bởi Bonaldo & Buckup.